# Uptown Girl (EP)
UPTOWN GIRL은 대한민국의 래퍼 미란이의 데뷔 EP로, 에어리어를 통해 2021년 11월 30일에 발매되었다.

## 배경
엑스포츠뉴스와의 인터뷰에 따르면, 미란이는 어렸을 때 가정 형편이 좋지 않아 좋은 집안 친구들이 부러웠다. <쇼미더머니 9> 출연 이후 꿈꾸던 삶을 살고 있는 그는 “이제는 나도 그 친구들같이 노래를 해볼 수 있지 않을까 하는 마음”으로 앨범명을 ‘업타운 걸’(부유한 집안의 소녀)이라고 정했다.

## 싱글
"Lambo!"는 2021년 11월 10일에 발매되었고, 가온 다운로드 차트에서 92위를 기록했다.

## 음악 및 가사
UPTOWN GIRL은 "성공 후의 또 다른 이야기, 미란이 인생 2막의 스토리를 펼쳐낸" EP다. "초반부가 무난한 곡들로 안정감을 다진다면 후반부는 사람들에게 각인된 자신의 이미지를 살린 선명한 메시지를 새겨놓는다."

## 평가
UPTOWN GIRL은 <이즘>에서 5점 만점에 3점을 받았다. 이홍현 평론가에 따르면, "대중성을 충분히 의식하며 모난 데 없이 잘 들리는 노래들을 챙겼고, 변함없는 자기표현 능력으로 정체성 확립도 놓치지 않았다. 여전히 자꾸 귀 기울이고 싶은 매력이 있는 미란이의 성장 스토리다."
"Lambo!"는 <이즘>에서 5점 만점에 3.5점을 받았다. 임동엽 평론가에 따르면, "음악적으로는 활동 초기 불안했던 하이톤 랩에서 벗어나 힘을 빼고 안정적인 목소리로 발전해가는 과정이 안정세에 접어들었음을 증명하며, 높낮이가 다양한 보컬 추임새 또한 그의 단단해진 랩을 돋보이게 만든다. 미란이의 음악적 역량이 슈퍼카만큼 멋진 속도로 나아간다."

## 곡 목록
| #            | 제목                                                  | 작사                           | 작곡                                                                    | 편곡  | 재생 시간 |
| ------------ | ----------------------------------------------------- | ------------------------------ | ----------------------------------------------------------------------- | ----- | --------- |
| 1.           | 〈Uptown Girl〉                                       | 미란이                         | 미란이 그루비룸 퍼플 문수진                                             | 3:20  |           |
| 2.           | 〈티키타〉 (featuring 릴보이)                         | 미란이 릴보이                  | 미란이 브론즈                                                           | 3:07  |           |
| 3.           | 〈지겨워서 만든 노래〉 (featuring 스키니 브라운)      | 미란이 스키니 브라운           | 미란이 보이콜드                                                         | 3:06  |           |
| 4.           | 〈Lambo!〉 (featuring 언에듀케이티드 키드)            | 미란이 Uneducated Kid          | 미란이 보이콜드                                                         | 3:09  |           |
| 5.           | 〈P.S.〉 (featuring 제이비)                           | 미란이 데프소울                | 미란이 고진태 Charlie Snyder Sofia Quinn Dom Perfetti 데프소울 그루비룸 | 2:42  |           |
| 6.           | 〈난 진짜 멋있게〉                                    | 미란이                         | 미란이 과카                                                             | 2:51  |           |
| 7.           | 〈Daisy Remix〉 (featuring 폴 블랑코 & 애쉬 아일랜드) | 미란이 폴 블랑코 애쉬 아일랜드 | Kontrabandz 미란이 폴 블랑코 애쉬 아일랜드 문수진 그루비룸              | 3:09  |           |
| 총 재생 시간 | 총 재생 시간                                          | 총 재생 시간                   | 총 재생 시간                                                            | 21:28 |           |

## 차트
| 차트 (2021)          | 최고 순위 |
| -------------------- | --------- |
| 대한민국 음반 (가온) | 62        |